# 25636 Vaishnav
25636 Vaishnav (tên chỉ định: 2000 AS62) là một tiểu hành tinh vành đai chính. Nó được phát hiện bởi dự án Nghiên cứu tiểu hành tinh gần Trái Đất Lincoln ở Socorro, New Mexico, ngày 4 tháng 1 năm 2000. Nó được đặt theo tên Hetal Kanjibhai Vaishnav, an Indian high school student whose environmental management project won second place ở the 2009 Giải thưởng Khoa học và Kỹ thuật Intel.